# Мохаммед эль-Ненни
Мохаммед Насер ас-Саед эль-Ненни (также Эльнени; араб. محمد ناصر السيد النني‎; род. 11 июля 1992[…], Эль-Махалла-эль-Кубра, Гарбия) — египетский футболист, полузащитник клуба «Аль-Джазира» и сборной Египта.

## Биография
Начинал свою карьеру в египетском клубе «Мокавлун». За него он выступал в течение трёх лет. В 2013 году эль-Ненни переехал в Европу и заключил контракт со швейцарским «Базелем». В дебютном сезоне ему вместе с командой удалось победить в чемпионате страны. 14 января 2016 года официально объявлен игроком лондонского «Арсенала».

## Сборная
Несколько лет Эль-Ненни выступал за юношеские и молодёжную сборную Египта. В 2012 году футболист в составе национальной команды принял участие на Олимпийских играх в Лондоне. За сборную Египта он дебютировал в 2011 году. Сейчас эль-Ненни является одним из её лидеров.

## Достижения
«Базель»
- Чемпион Швейцарии (3): 2012/13, 2013/14, 2014/15
- Обладатель Кубка часов: 2013

«Арсенал»
- Обладатель Кубка Англии: 2016/17
- Обладатель Суперкубка Англии (2): 2017, 2020